# ISIL-ovi progoni kršćana
ISIL-ovi progoni kršćana jesu sustavni i organizirani progon kršćanske manjine unutar teritorija samoproglašene Islamske države na područjima Iraka, Sirije i Libije koju provode pripadnici islamskih ekstremističkih oružanih skupina u ime ISIL-a. Progoni su počeli u na području Iračkog Kurdistana u lipnju 2014.
Na meti progona nalaze se arapski kršćani, Levantinci, Armenci, Asirci, Kaldejci, Sirjaci, Aramejci, Feničani i Kopti u svrhu provođenja etničkog čišćenja, raseljavanja ili nasilna preobraćenja u sklopu vehabističke ideologije na kojoj se temelji ustrojstvo Islamske države. Uz tisuće pogubljenih do kraja 2015. prognano je 135 000 Sirijaca, Kaldejaca i Jazida.
Dana 3. veljače 2016. Europski parlament označio je ISIL-ove progone kršćana kao genocid. Mjesec dana kasnije, 15. ožujka 2016. SAD je proglasio progone genocidom. Britanski parlament istu je odluku donio 20. travnja 2016. Sličnu inicijativu u Kanadi pokrenula je Konzervativna stranka, ali nije usvojena zbog otpora liberalne većine Justina Trudeaua, tadašnjeg predsjednika Vlade Kanade.